# Thelyconychia delicatula
Thelyconychia delicatula là một loài ruồi trong họ Tachinidae.